# Мирко Селак
Мірко Селак (хорв. Mirko Selak; нар. 30 січня 1978, Спліт, СФРЮ) — хорватський футболіст, нападник.

## Життєпис
Вихованець клубу «Змай» (Макарска). Згодом перейшов у молодіжну академію сплітського «Хайдука». По завершенні навчання був переведений до першої команди сплітського клубу. У 2000 році виїхав до Данії, де став гравцем місцевого першолігового клубу Б 93, в якому відіграв півтора сезони. З 2001 року захищав кольори іншого першолігового данського клубу, «Фрем», в складі якого дебютував у Вищому дивізіоні данського чемпіонату.
У 2005 році переїхав до України, де підсилив запорізький «Металург». Дебютував у футболці «козаків» 23 липня 2005 року в програному (0:3) виїзному поєдинку 3-го туру Вищої ліги проти дніпропетровського «Дніпра». Мірко вийшов на поле в стартовому складі, а на 56-й хвилині його замінив Роман Каракевич. Дебютними голами в складі запорожців відзначився 31 липня 2005 року на 85 та 89-ій хвилинах програного (3:6) домашнього поєдинку 4-го туру Вищої ліги проти ФК «Харкова». Селак вийшов на поле на 46-й хвилині, замінивши Романа Каракевича. Загалом у футболці «Металурга» в чемпіонаті України зіграв 24 матчі та відзначився 3-а голами (виступав і в першості дублерів — 4 матчі, 3 голи), у кубку України — 3 матчі, 2 голи, а також провів 2 поєдинки в єврокубках. Під час зимової перерви сезону 2006/07 років залишив розташування запорізького клубу та повернувся в Хорватію, де підписав контракт з клубом «Істра 1961». Наступного року перейшов до «Мосору» (Жрновиця)
У 2008 році знову вирушив за кордон, цього разу до Греції, де захищав кольори клубів «Анагеннісі» з Карди та Кардиці. Проте вже в 2009 року повертається в Хорватію до рідного клубу «Змай» (Макарска). З 2011 по 2013 рік виступав у нижчолігових хорватських клубах «Оміш» та «Уранія» (Башка-Вода). Кар'єру гравця завершив у складі рідного «Змаю» (Макарска), кольори якого знову захищав до 2016 року.

## Досягнення

### Особисті
- Найкращий бомбардир першого дивізіону чемпіонату Данії: 2001/02